# ミェシュコ2世オティウィ
ミェシュコ2世オティウィ（波:Mieszko II Otyły、1220年頃 - 1246年10月22日）は、オポーレ＝ラチブシュ公（在位：1230年 - 1246年）であり、カリシュ＝ヴィエルニ公（在位：1234年 - 1239年、弟のヴワディスワフを共同統治者とした）でもあった。
オポーレ公カジミェシュ1世の長男で、母は恐らくブルガリア人であったヴィオラ。異称は肥満公（Otyły）である。

## 生涯
1230年の父の死の時点で、ミェシュコ2世と弟のヴワディスワフは未成年であったので、公国は摂政による政治が彼らの母と、ヴロツワフ公ヘンリク1世によって執り行われた。夫の最後の政策に従って、公爵夫人ヴィオラは教会との緊密な協力という方針をとった。1233年に、恐らくヴロツワフ公の同意の下、教皇グレゴリウス9世から勅書が発せられ、若い公爵達の養育権が母から取り上げられ、グニェズノ大司教とヴロツワフとオロモウツの司教に与えられた。1年後、この決定に対する反抗を静めるために、ヘンリク1世はカリシュとヴィエルニを公爵兄弟に与え、オポーレ＝ラチブシュを完全に支配しながらも、それに対する彼らの相続権は否定しなかった。1238年、ヘンリク1世が亡くなり、息子のヘンリク2世が後を継ぐと、オポーレ＝ラチブシュの摂政政治も引き受けた。
まもなく、ミェシュコ2世は自分達の土地の統治権を要求し始めた。ミェシュコ2世がいつオポーレ＝ラチブシュの支配を引き継いだのかは定かではないが、恐らく、1238年の後半か1239年の前半であるとされる。最初に行った政治的判断の1つは、マゾフシェ公コンラト1世の娘ユディタ（1222年/1225年 - 1257年/1265年?12月4日）との結婚だった。コンラト1世はその統治下で、より広範な自治権をオポーレ＝ラチブシュに与えた。ミェシュコ2世の母ヴィオラと弟のヴワディスワフはカリシュに残ることを期待された。カリシュはヘンリク2世の指導下にあった。
ミェシュコ2世の平穏な治世は1241年初めのモンゴルの襲来によって、容赦なく中断させられた。サンドミェシュ公ボレスワフ5世とは対照的に、敵のなすがままとなっている自国を決してあきらめようとせず、敵に立ち向かった。この先制攻撃は有利に働き、1241年3月のラチブシュの戦いにおいて、オドラ川沿いでモンゴル軍の一部を捕えることに成功し、ヘンリク2世に防御を固めるための時間を与えた。しかし1241年4月9日に、モンゴル軍とキリスト教連合軍とがレグニツァの戦いで激突、総大将のヘンリク2世は戦死した。そこでミェシュコ2世は、戦闘の決定的瞬間にモンゴル軍によって退却させられるという失態を演じた。このことはキリスト教連合軍の決定的敗北の主な理由の1つである。
1241年5月には既に、ミェシュコ2世はモンゴル軍によって荒廃させられた領地の再建を始めた。1241年に弟のヴワディスワフは成人と宣言され、領土の統治が行えるようになった。ヴワディスワフはヘンリク2世からカリシュ公国を与えられることで満足し、オポーレ＝ラチブシュ公国は習慣的な分割から免れた。ヴワディスワフの権威は、ヴィエルコポルスカの公達によってすぐに脅かされており、彼らはこの土地を取り戻したがっていた。この問題の解決の糸口を見つけるために会合を重ねたが（例えば、1243年3月25日にコジュレ近くのメフニツァなどで）良い結果は出ず、1244年にヴワディスワフはカリシュから追い出され、ヴィエルニのみの支配を維持していたが、最終的には1249年にそこも失った。
1243年に、ミェシュコ2世の軍はクラクフ公位をめぐる争いにおいて、義父のマゾフシェ公コンラト1世を支援したが、ミェシュコ2世がボレスワフ5世に対するさらなる報復的遠征をさせたという事実があるにもかかわらず、2人が互いに不審を抱いていたために、マゾフシェ＝オポーレ軍は敗れた。ミェシュコ2世がリルフの要塞を獲得した時、協力はたった3年で有形の利益をもたらした。しかし、ミェシュコ2世の突然死によって、この土地とオポーレ＝ラチブシュ公国との恒久的な連合は妨げられた。
内政面において、ミェシュコ2世はドイツ法の下の移民の広がりについて（ほとんど成功しなかったが）父の政策を続けようとした。ドイツ騎士団に対して細心の注意を払い、彼らは高地シロンスクに高価な財産を築いた。一方、オポーレ近くのチャルノヴォンスィ修道院にはいかなる支援もしなかった。それは埋葬地にラチブシュにあるドミニコ会の修道院が選ばれたという事実からもはっきりしている。
ミェシュコ2世はその異称にも反映されているように、健康に恵まれず、子供を残さずに1246年10月22日にわずか26歳で死んだ。遺言によって、チェシンを除く全ての土地をヴワディスワフに残し、チェシンを「Oprawa wdowia」（寡婦領）として母のヴィオラに与えられた。